# Luigi Alamanni
Pour les articles homonymes, voir Alamanni.
Luigi Alamanni est un homme d’Église et un poète, né le 6 mars 1495 à Florence et mort le 18 avril 1556 à Amboise.
Il est l’auteur d’une œuvre poétique prolifique et est considéré comme l’introducteur de l’épigramme dans la poésie italienne. Il fut, au XVIe siècle, l'un des plus parfaits exemples de la culture italienne et de son rayonnement en Europe. Il était admiré par les poètes de la Pléiade.

## Origine
Son père était un partisan dévoué du parti des Médicis, mais Luigi, républicain formé au Studio fiorentino, ami de Machiavel, fut compromis dans le complot contre Jules de Médicis, futur Clément VII. À la suite de ce complot, un certain nombre de conjurés, comme Iacopo da Diaccetto, furent capturés et exécutés. Luigi Alamanni s'enfuit à Venise puis en France.
Il revient à Florence lors de la République entre 1527 et 1530, il y participe activement en prononçant en particulier, comme d'autres jeunes humanistes, un des Discours à la Milice.

## L'exil en France
Après la prise de Florence par l'armée de Charles Quint et le retour des Médicis en 1530, il rentre en France où il s'installe et écrit la plus grande partie de ses travaux. Protégé de François Ier, il est envoyé comme ambassadeur auprès de Charles Quint après la paix de Crépy en 1544. Il s'installa définitivement, jouissant de la faveur dont bénéficiaient les lettrés et les artistes à la cour de François Ier. Il épouse Madeleine Buonaiuti.
Après la mort de François, Alamanni eut la protection de son successeur Henri II, et en 1551 a été envoyé par lui comme son ambassadeur à Gênes. Il est mort lors d'un séjour à Amboise de dysenterie le 18 avril 1556.

## Le poète

### La Coltivazione
Il a écrit un grand nombre de poèmes, se distinguant par la pureté et l'excellence de leur style. Le meilleur est un poème didactique, La Coltivazione (Paris, Robert Estienne, 1546), écrit dans une imitation des Géorgiques de Virgile sur la culture des terres et des jardins, en six livres et en vers libres. On y trouve des traductions en vers des meilleurs préceptes en prose de Columelle, Varron, Pline le Jeune et d'autres auteurs rustiques anciens. On y trouve des procédés d'agriculture particuliers à l'Italie. D'autres ouvrages de ce type sont publiés par des italiens dans cette période, comme le Trattato della Coltivazione degli ulivi de Piero Vettori. C'est le seul ouvrage de Robert Estienne publié en italien et le seul entièrement imprimé en italiques et dans une autre langue moderne que le français. L'ouvrage a connu plusieurs rééditions en Italie.

### Opere Toscane
Ses Opere Toscane (Lyon, 1532, Sébastien Gryphe) consistent en des morceaux satiriques écrits en épigramme. On cite de cette dernière une édition de la première partie faite à Florence (Giunti) en 1532, et une autre de la seconde publiée à Venise en 1533 (Da Sabio). Ces éditions sont de la plus grande rareté, le pape Clément VII ayant ordonné leur destruction. Les poèmes et satires regroupés dans les Opere Toscane sont dédiés au roi dont la Salamandre orne ici titres des deux tomes, accompagnée de la devise « Nutrisco et estinguo. Sovr’ogni uso mortal // m’è dato albergo ».

### La Avarchide
Il laisse aussi un poème inachevé, La Avarchide. Nuovamente stampata, imitation de l'Iliade, qui fut publié à Florence, Nella Stamperia di Filippo Giunti, 1570, dédié à Marguerite de Savoie,. C'est un poème épique sur la guerre imaginaire qui, en 500, opposa Celtes, païens, chrétiens et Germains à l'Avaricum de Rome.

## Autres ouvrages
Il a été dit par certains qu'Alamanni était le premier à utiliser l'épigramme dans la poésie italienne, mais l'origine appartient plutôt à son contemporain Gian Giorgio Trissino. Il a aussi écrit :

### Gyrone il Cortese
- une romance poétique, Gyrone il Cortese (Paris, Rinaldo Calderio, et Claudio suo figliuolo, 1548). L'ouvrage comporte une longue dédicace de l'auteur au roi Henri II dans laquelle il trace l'histoire de l'origine et l'institution des Cavaliers errants, dits « de la Table ronde ». C'est un poème chevaleresque, remaniement assez fidèle du roman français en prose Gyron le Courtois original écrit en 1235. C'est une « suite rétrospective » à Lancelot et Tristan, les protagonistes du roman qui sont les prédécesseurs des chevaliers de la Table ronde, sous le règne d'Uther Pendragon et Arthur. Le thème central de guerre Arthur contre Meliade se dissout bientôt dans une succession d'aventures individuelles, dans la tradition des romances de la quête du Graal et tous les grands thèmes du roi Arthur sont traités; c.-à.-d. l'esprit de chevalerie, l'amour, l'amitié, la trahison, etc.

### Antigone
- une tragédie, Antigone[4], considérée comme l'une de ses meilleures compositions[3].

### La Flora
- une comédie, La Flora. Comedia. (Andrea Lori. Fiorenza, Lorenzo Torrentino, 1556), comédie en cinq actes, en vers conforme aux modèles classiques des comédies de Plaute et Térence. En 1555, la comédie fut représentée à Fontainebleau, à la cour d'Henri II.

## Place dans l'histoire de la littérature
Pendant longtemps on a attribué à Alamanni une place parmi les poètes les plus importants de la littérature italienne. Le nombre des éditions de ses ouvrages, surtout par les Remondini, la grande famille d'imprimeurs de Bassano, dans les domaines de la sérénissime République de Venise, confirme la place qui lui était attribuée. Les histoires de la littérature italienne des dernières décennies ne consacrent au poète florentin que bien peu de pages, et sa réputation est peut-être plus grande en France qu’en Italie. Récemment un historien de la littérature agronomique a souligné l'importance de son poème sur les travaux des champs, La coltivazione, œuvre magistrale parmi le grand nombre de poèmes didascaliques sur l'agriculture composés en italien entre la Renaissance et le XIXe siècle. Parmi tous, Alamanni propose des idées agronomiques à l'avant-garde pour son temps, et les propose dans une forme poétique séduisante.

## Publications
Ses travaux ont été publiés, avec une biographie par Pietro Raffaelli, comme Versi e prose di Luigi Alamanni (Florence, 1859).